# Świętokrzyski Park Narodowy
Świętokrzyski Park Narodowy – jeden z 23 parków narodowych na terenie Polski, utworzony w 1950 r.
Park położony jest w centralnej części Gór Świętokrzyskich i obejmuje: pasmo Łysogór (z najwyższym szczytem Łysicą – 614 m n.p.m. i Łysą Górą – 595 m n.p.m.), część Pasma Klonowskiego (z górami Psarską i Miejską), Doliny Wilkowskiej i Doliny Dębniańskiej, a także kilka eksklaw – m.in. Górę Chełmową, Las Serwis i Skarpę Zapusty (od roku 1996), las koło Grzegorzowic (od 2021 r.).
Na Łysej Górze znajduje się Muzeum Przyrodnicze Świętokrzyskiego Parku Narodowego. Oprócz tego do atrakcji turystycznych zalicza się m.in. kompleks zabudowań dawnego klasztoru benedyktynów na Łysej Górze, powstałego w XII wieku.

## Historia Świętokrzyskiego Parku Narodowego

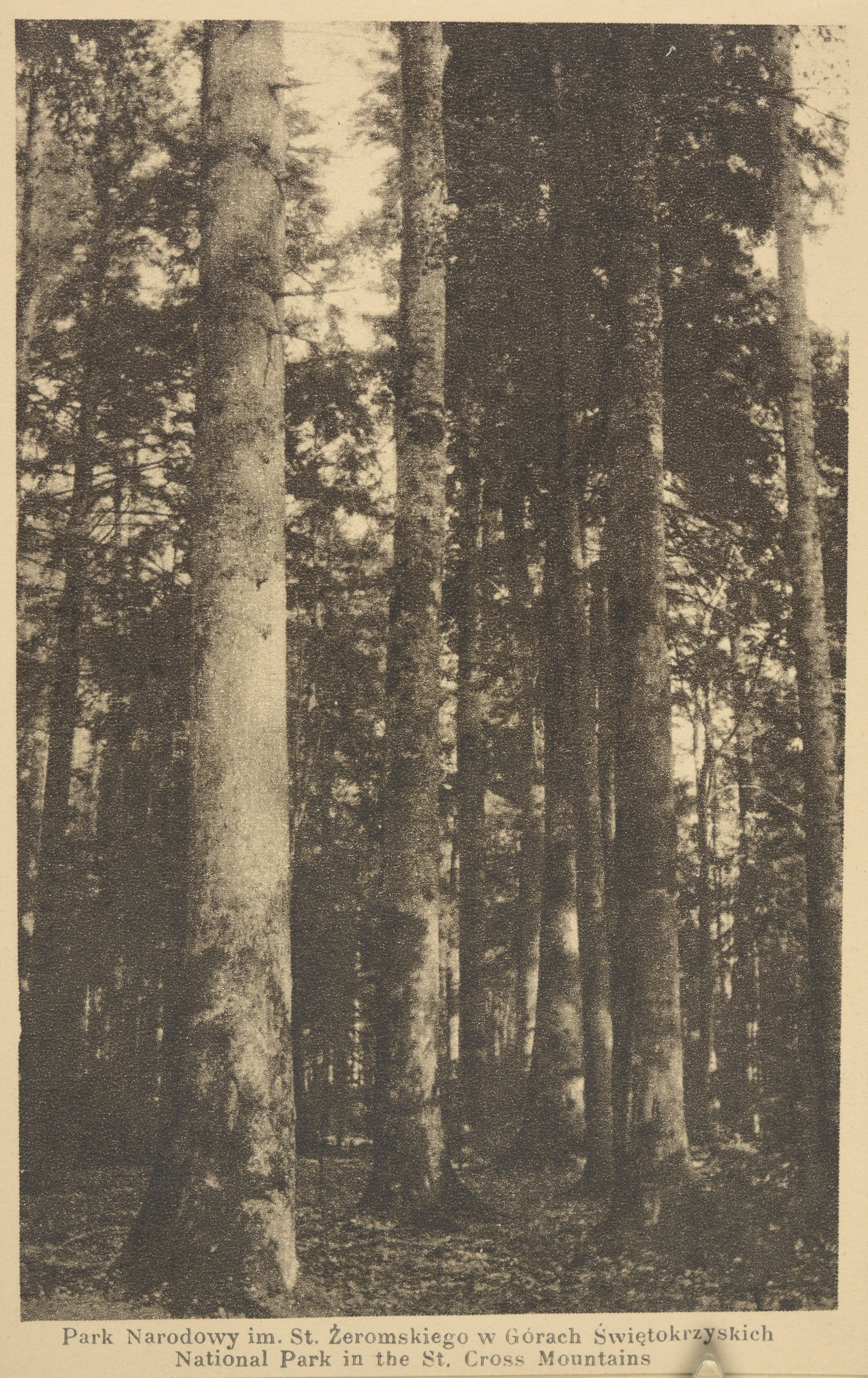
Park Narodowy im. St. Żeromskiego w Górach Świętokrzyskich

W roku 1920 powstał pierwszy w Górach Świętokrzyskich rezerwat przyrody na Chełmowej Górze. Cztery lata później utworzono kolejne dwa rezerwaty na najwyższych wzniesieniach: Łysicy i Łysej Górze. Jeszcze przed formalnym ustanowieniem parku (z dniem 1 maja 1950, jako trzeciego w Polsce, po Pienińskim i Białowieskim) powstał rezerwat „Mokry Bór” (38,44 ha). Z chwilą powstania parku wszystkie istniejące wcześniej rezerwaty oraz obszar położony w Dolinie Czarnej Wody między Miejską Górą a Łysicą nazwany „Czarny Las” (26,45 ha), stały się rezerwatami ścisłymi w granicach parku. Od wejścia w życie ustawy o ochronie przyrody z 1991 r. są one zwane obszarami ochrony ścisłej.
Świętokrzyski Park Narodowy stanowi jeden obręb ochronny podzielony na 8 obwodów ochronnych, odpowiedników leśnictw w lasach państwowych (w 1996 r., po powiększeniu Świętokrzyskiego Parku Narodowego o Pasmo Klonowskie przewidziano 9 obwodów, ale w 2002 r., w ramach cięć budżetowych jeden z nich – Psary – został zlikwidowany, a jego obszar podzielony pomiędzy sąsiednie jednostki): Chełmowa Góra, Święty Krzyż, Dębno, Jastrzębi Dół, Dąbrowa, Podgórze, Święta Katarzyna, Klonów.

## Flora
Według oficjalnych danych parku lasy pokrywają 95% powierzchni parku. Charakterystyczne dla parku są mieszane bory jodłowe i buczyny karpackie oraz mały zespół jarzębiny świętokrzyskiej. Najpospoliciej w parku występuje buk zwyczajny, jodła (patrz: wyżynny jodłowy bór mieszany), modrzewie (w rezerwacie „Chełmowa Góra” – modrzew polski), sosna zwyczajna, świerk pospolity. Rzadko występuje lipa szerokolistna, wiąz szypułkowy, jesion wyniosły oraz cis pospolity. Z krzewów najpospoliciej rośnie leszczyna oraz trzmielina brodawkowata. W runie leśnym rosną m.in. nerecznica samcza, zawilec gajowy, gajowiec żółty, turzyca palczasta, szczawik zajęczy, konwalijka dwulistna i nerecznica szerokolistna. Dominacja jodły przy silnym zwarciu ocienia dno lasu. Te czynniki nie wpływają korzystnie na rozwój roślinności. Zachowało się tutaj jednak wiele cennych i charakterystycznych dla tych warunków ekologicznych elementów flory i zbiorowisk roślinnych.
Na terenie parku i otuliny zaobserwowano dotychczas 1015 gatunków roślin naczyniowych. Tylko na terenie ŚPN występuje 128; zarówno w parku jak i otulinie 731, a 156 wyłącznie w otulinie.
Z rzadszych gatunków odnotowano takie jak podrzeń żebrowiec, pomocnik baldaszkowy, śmiałek pogięty oraz goryczka wąskolistna. W parku stwierdzono zespół jarzębiny świętokrzyskiej z charakterystycznymi dlań gatunkami – jarząbem pospolitym, paprotką zwyczajną i bodziszkiem cuchnącym. Z klasy mchów dominuje płonnik włosisty oraz sierpowiec haczykowaty. Inny zespół roślinny obejmuje malinę właściwą, nerecznicę krótkoostną oraz szczawik zajęczy. Oficjalne dane parku wskazują na ponad 859 gatunków roślin (w tym 35 to drzewa), 272 gatunki glonów oraz około 350 gatunków porostów.
W parku znajduje się 270-letnia jodła pospolita mierząca 51 m i uważana za najwyższe drzewo szpilkowe w Polsce. Ogólnie drzewostany jodły w Świętokrzyskim Parku Narodowym liczą sobie od 80 do 120 lat.
Zdecydowaną większość powierzchni leśnej Parku zajmują lasy bukowe i bukowo-jodłowe, duży udział mają też wyżynne bory jodłowe i wielogatunkowe lasy mieszane (grądy). Ekosystemy te zachowały bardzo wysoki stopień naturalności i doskonale funkcjonują w warunkach ochrony biernej, bez jakichkolwiek zabiegów ochronnych. Lasy Chełmowej Góry charakteryzuje natomiast duży udział w drzewostanie modrzewi, w tym z reliktowego podgatunku – modrzewia polskiego (Larix decidua ssp. polonica). Najstarsze spośród modrzewi polskich mają ponad 250 lat.

## Fauna
W parku żyje 45 gatunków ssaków; głównie sarny europejskie, jelenie oraz dziki; do tego kuna leśna, nornica ruda i mysz leśna. Występuje 14 gatunków płazów – w tym traszka górska, żaba trawna, ropucha szara oraz 6 gatunków gadów, w tym jaszczurka zwinka i padalec zwyczajny. Stwierdzono 66 gatunków ślimaków, 187 gatunków pająków oraz ponad 3000 gatunków owadów, w tym: ponad 1500 gatunków chrząszczy, blisko 1000 gatunków motyli, oraz licznych przedstawicieli innych rzędów. Wśród owadów na uwagę zasługują gatunki wymienione w załączniku II dyrektywy siedliskowej Unii Europejskiej, będące przedmiotami ochrony w obszarze Natura 2000 Łysogóry: motyle – przeplatka aurinia i czerwończyk nieparek oraz chrząszcze: zgniotek cynobrowy i zagłębek bruzdkowany. Z ptaków odnotowano 150 gatunków, w tym 118 lęgowych. Są to m.in. dzięcioł duży, kowalik zwyczajny, zięba zwyczajna, strzyżyk zwyczajny, myszołów zwyczajny i puszczyk zwyczajny.

## Gołoborza
Na grzbietach górskich występują charakterystyczne rumowiska skalne – gołoborza, nadające krajobrazowi specyficzny charakter. Największe gołoborza znajdują się na Łysej Górze (największe – 3,84 ha) i na Łysicy. Powstały one w klimacie peryglacjalnym, który stworzył korzystne warunki do wietrzenia mrozowego i tym samym dezintegracji skały macierzystej.

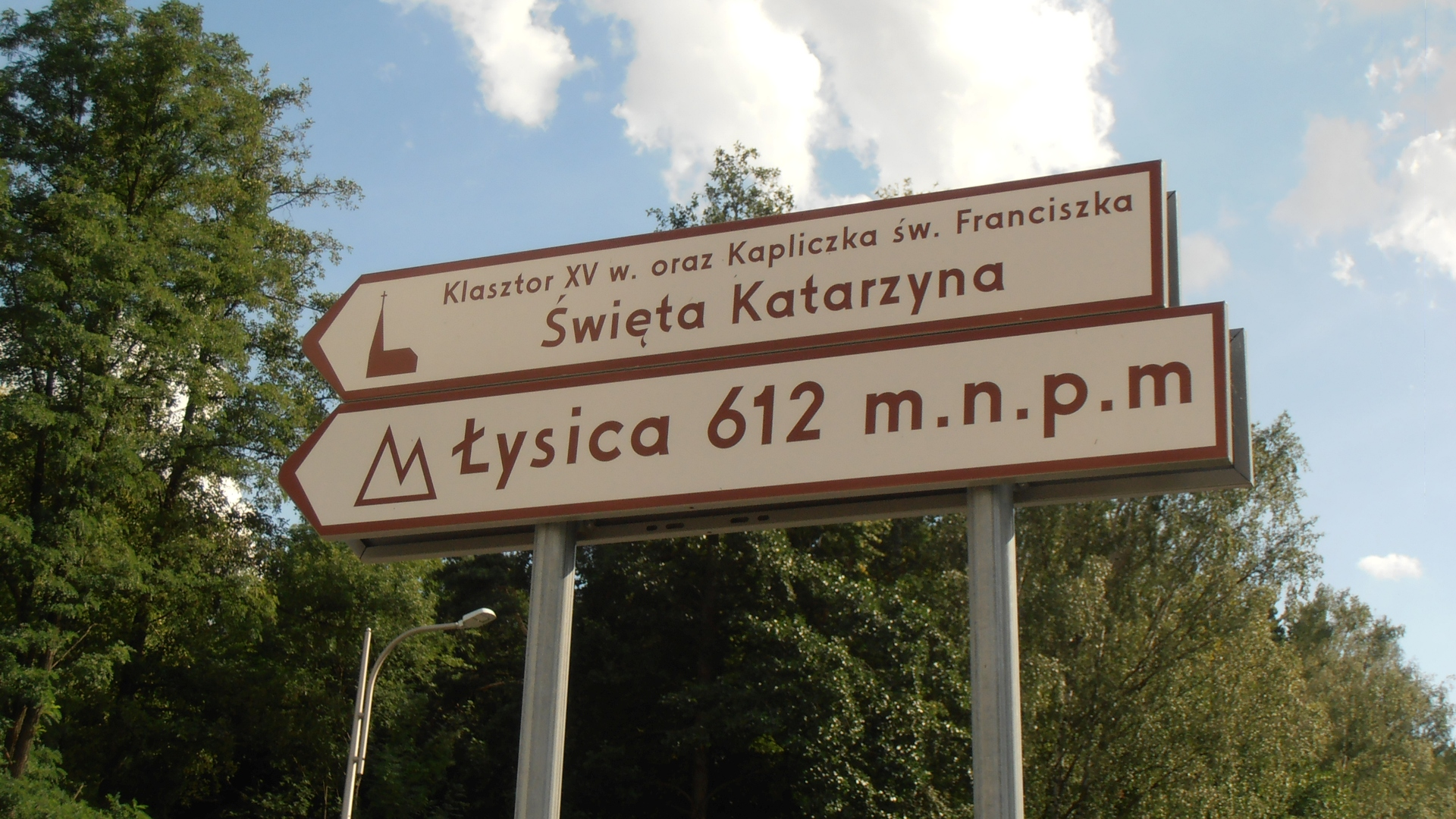
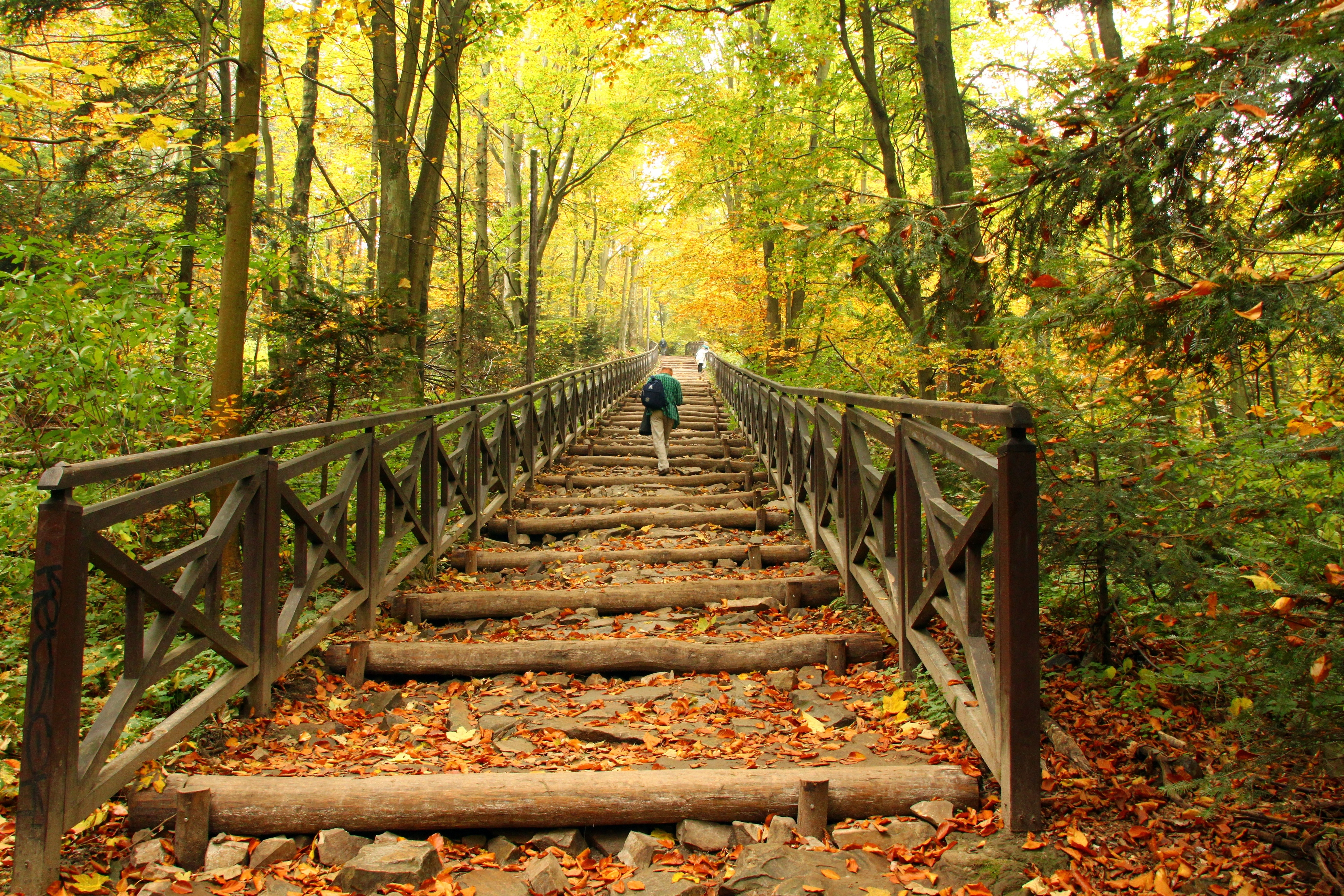
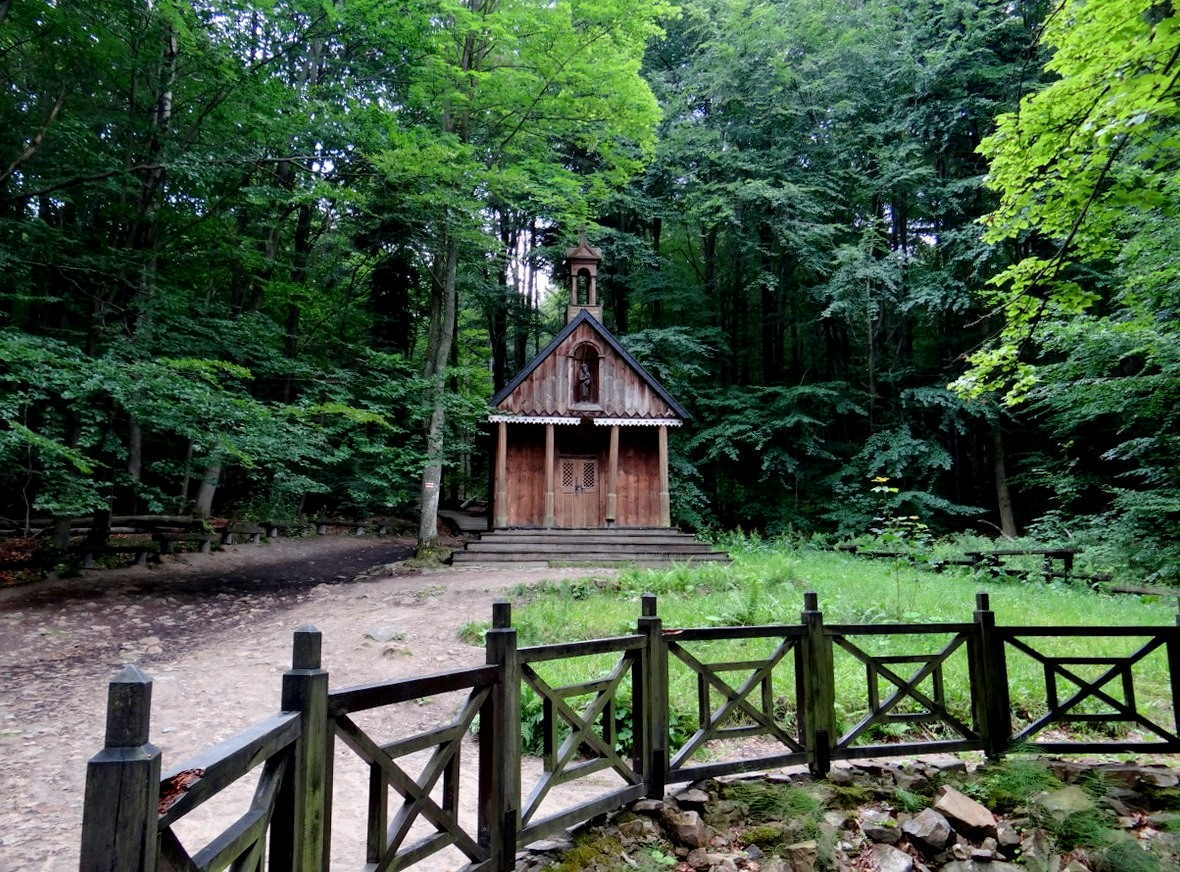
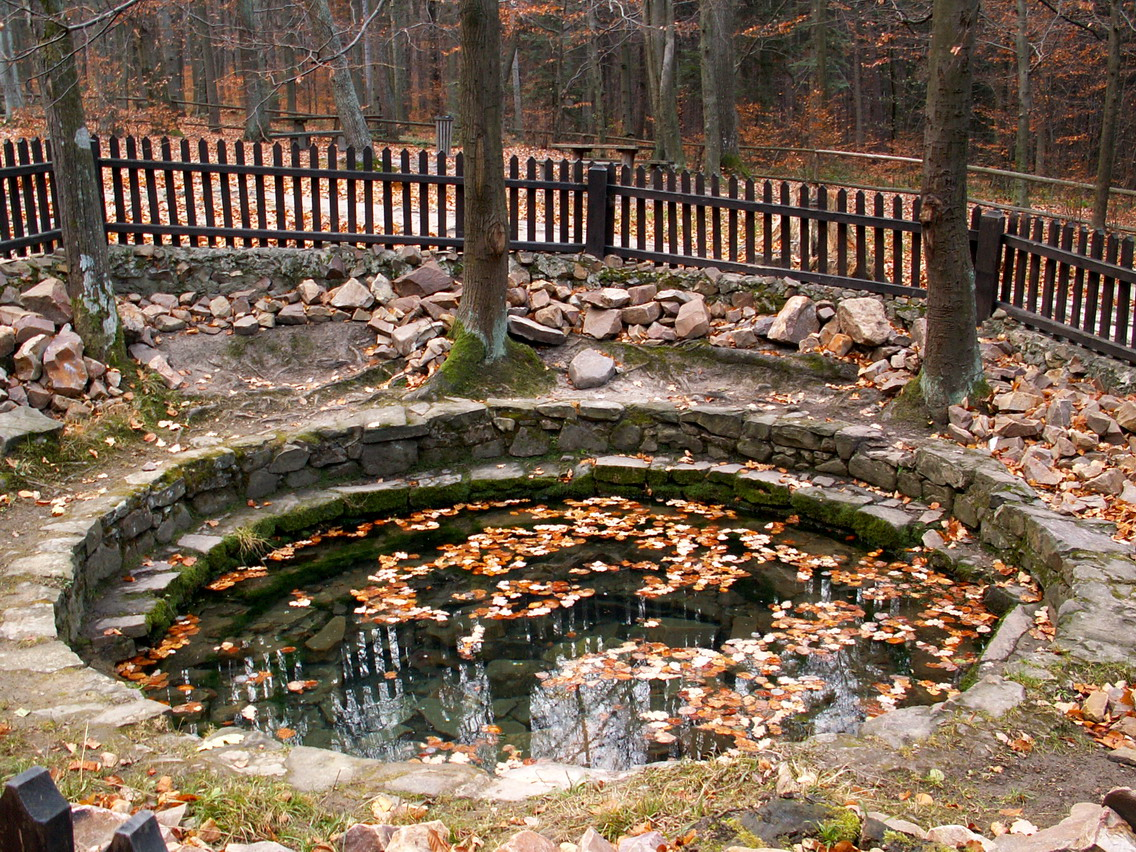
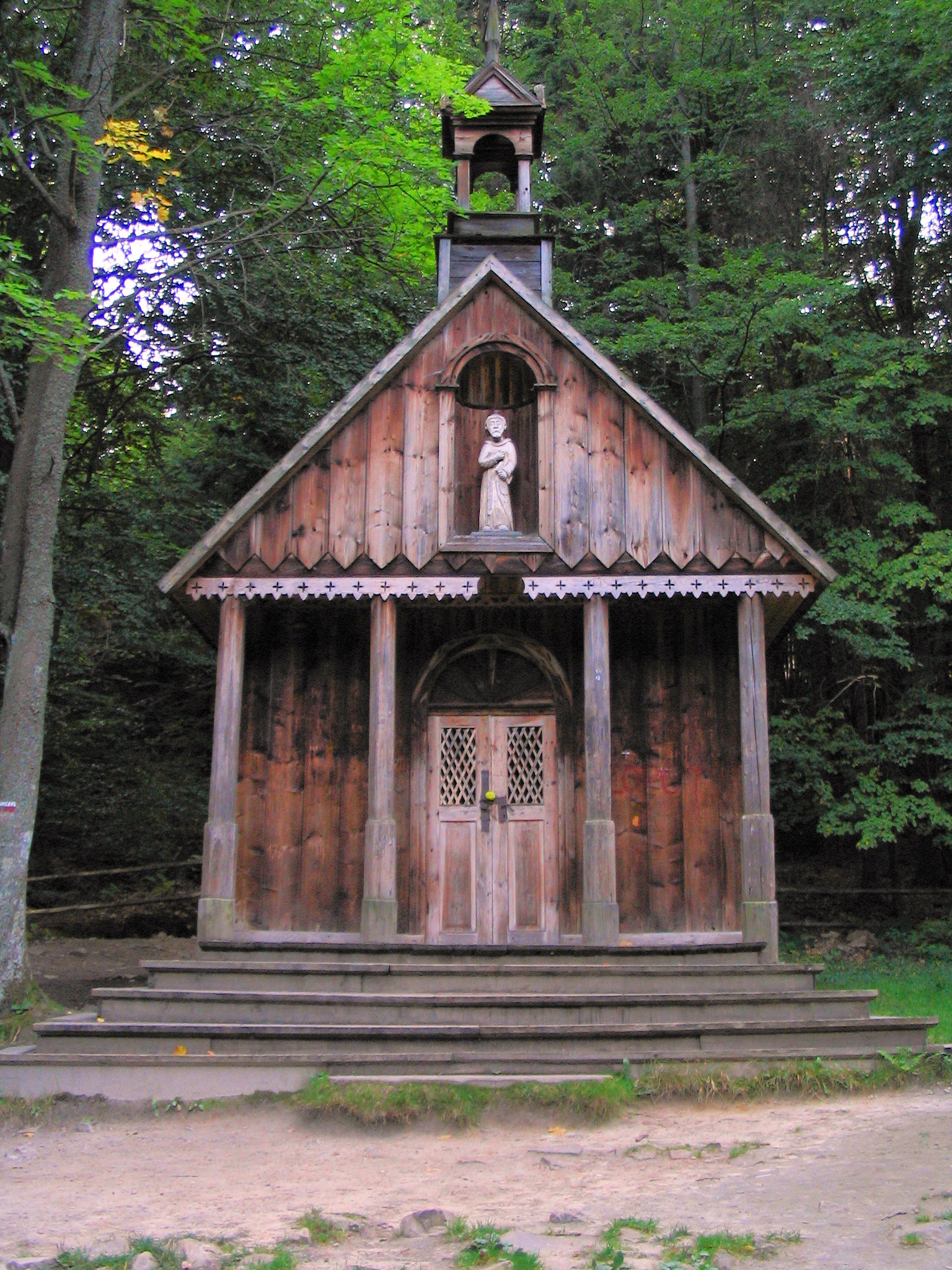
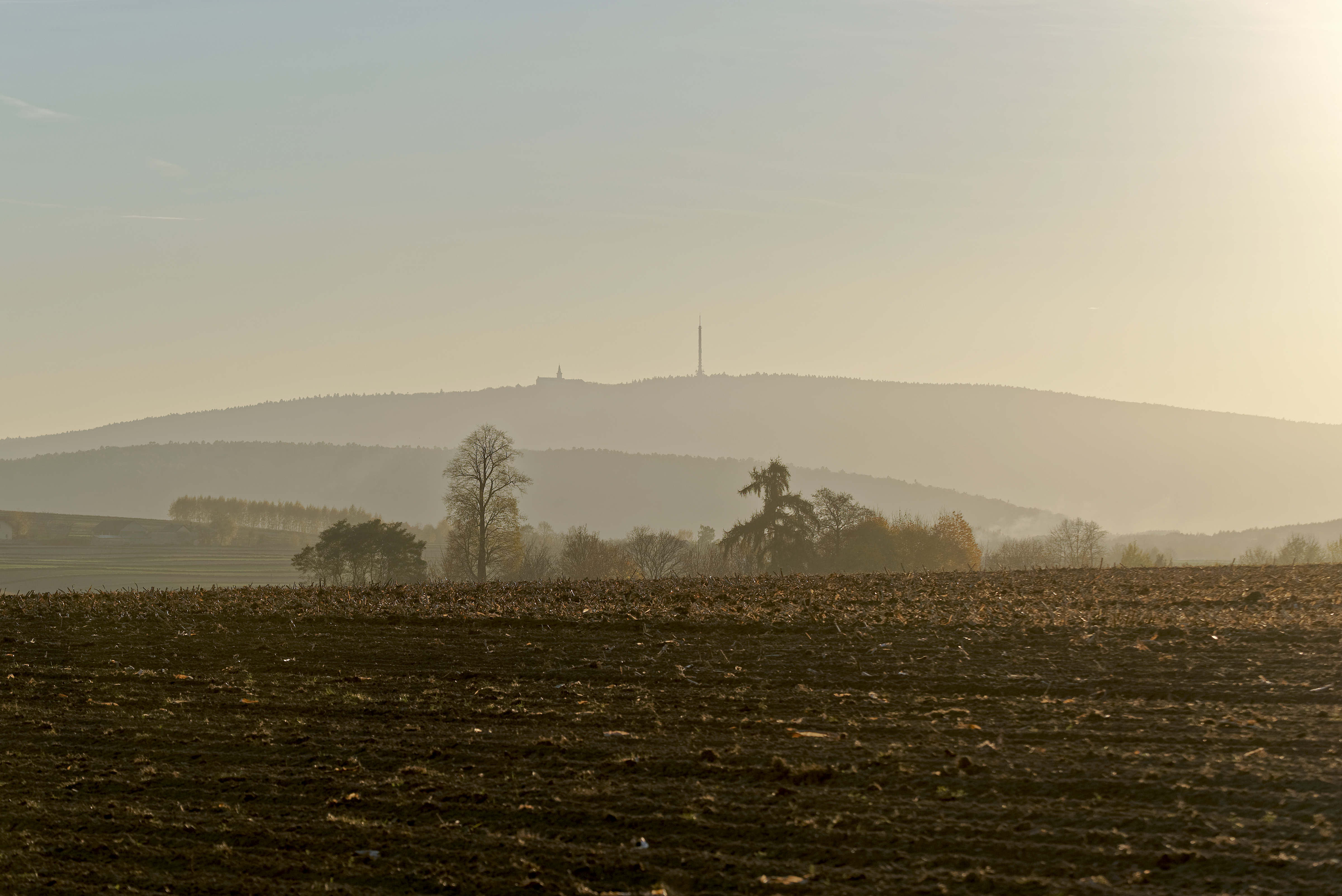
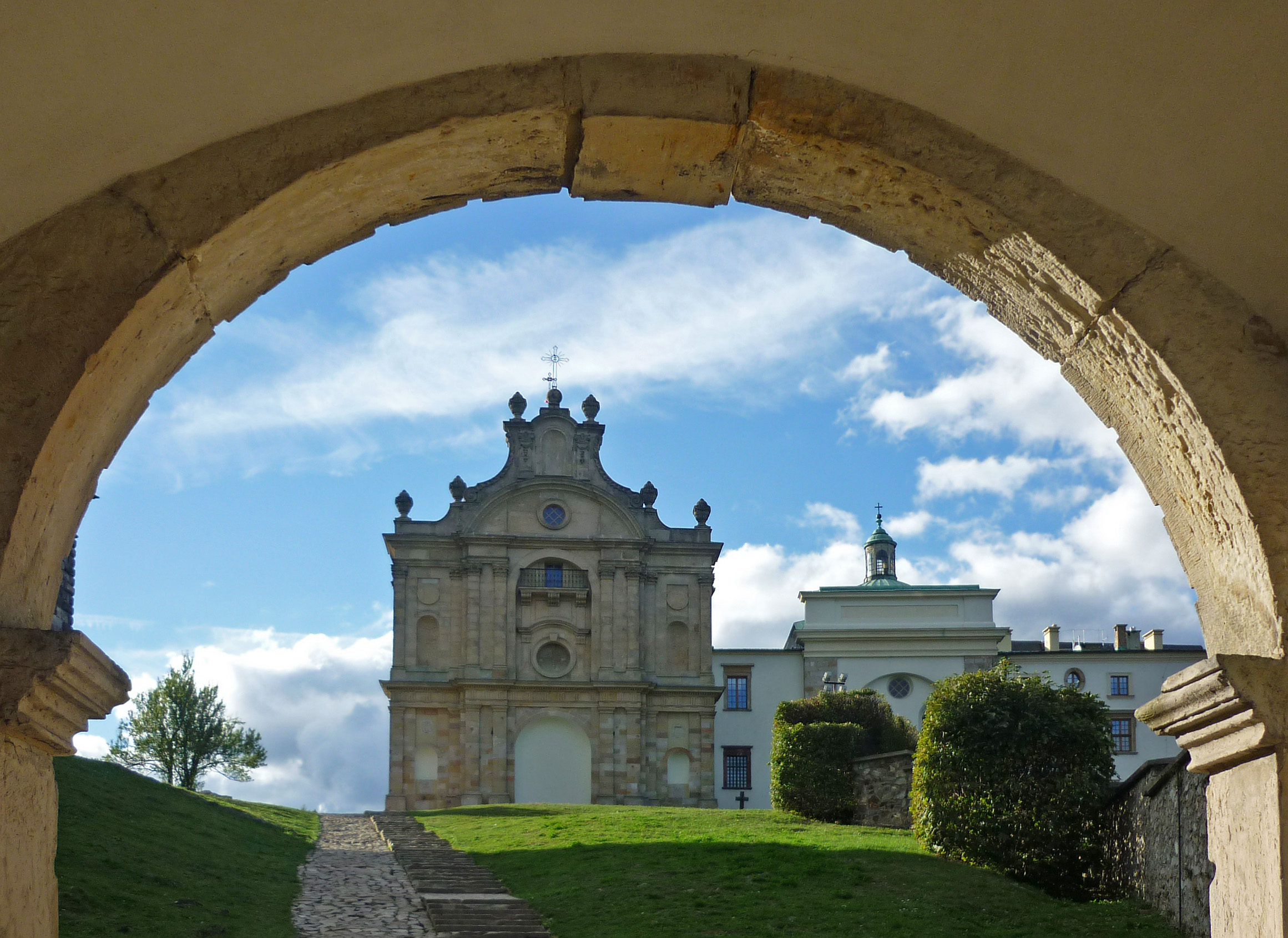
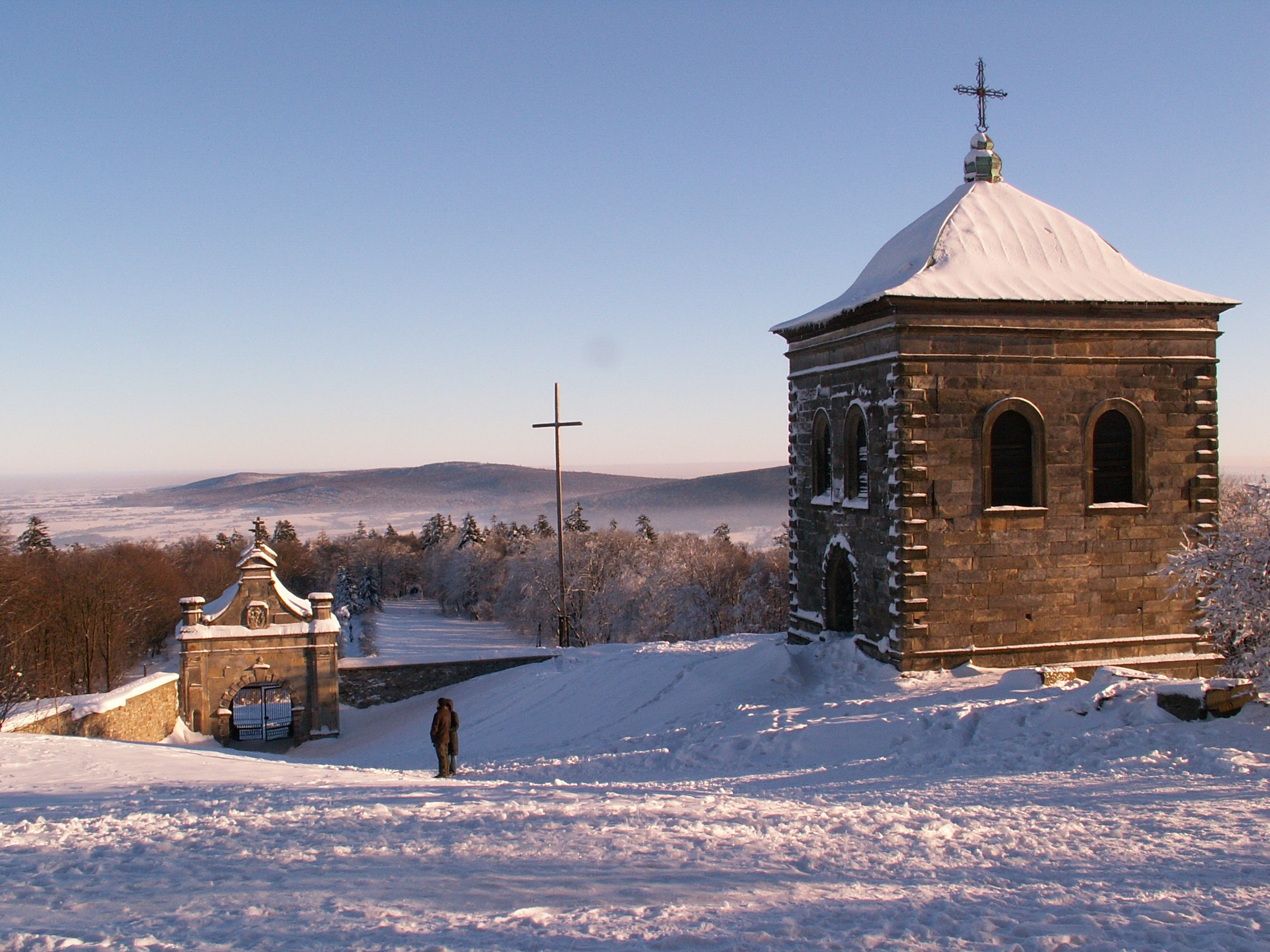
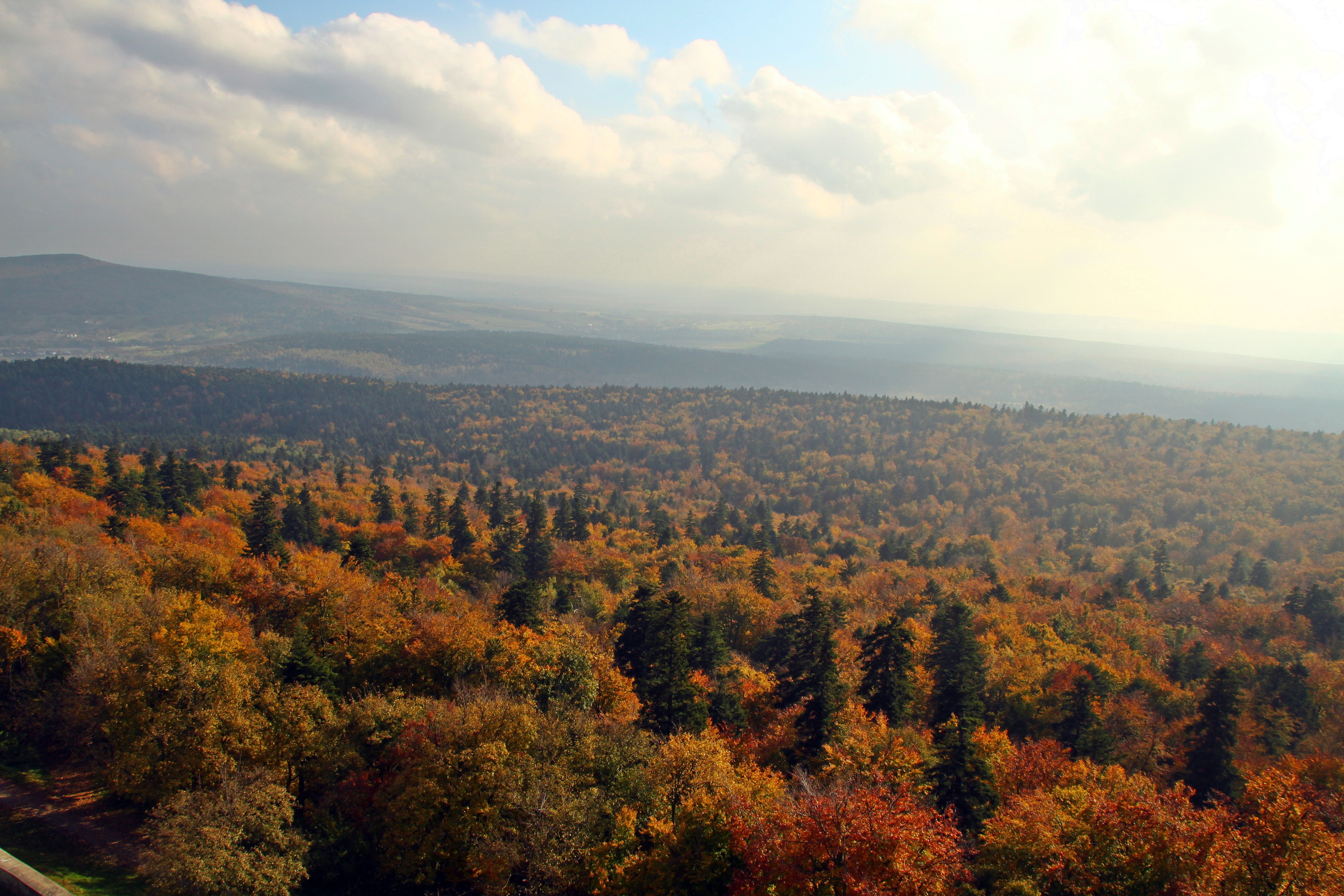
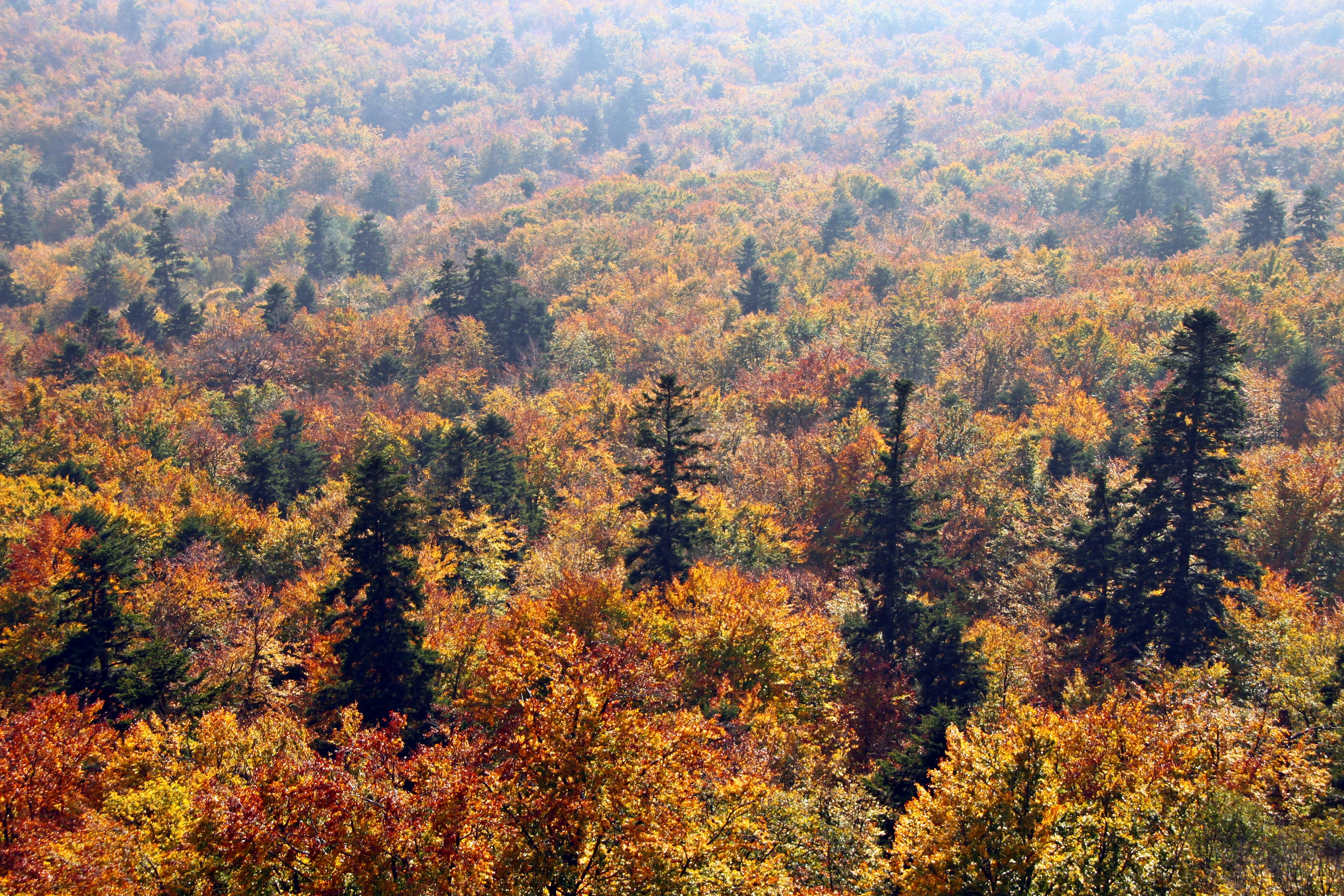
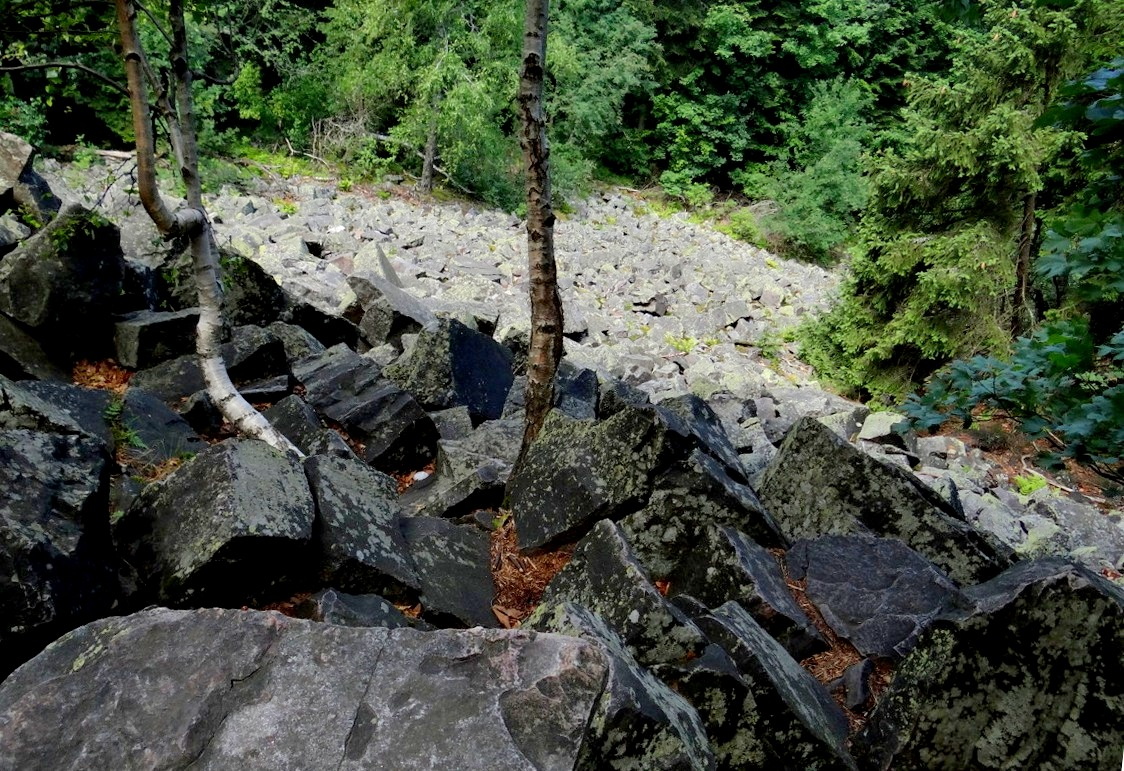
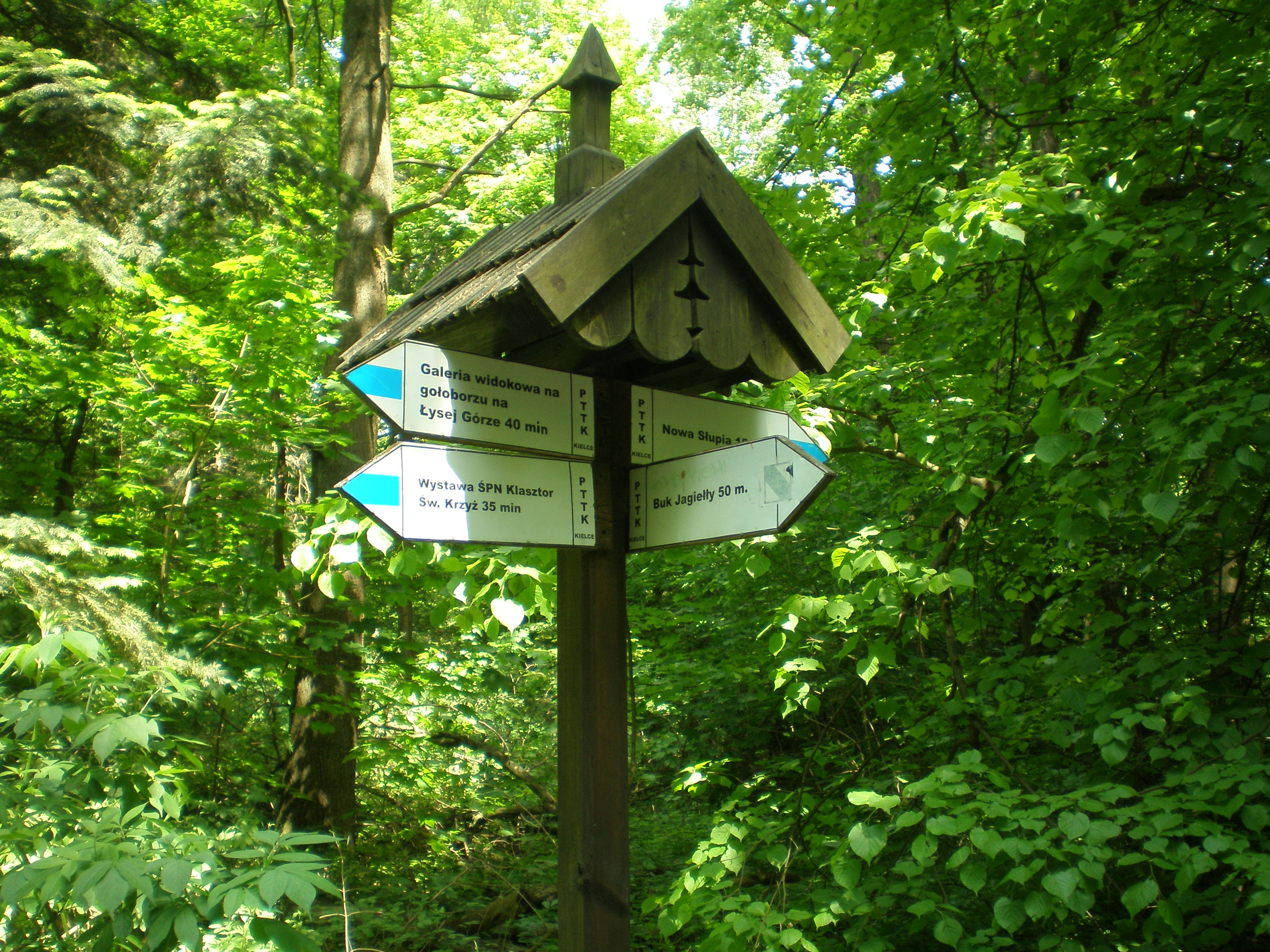
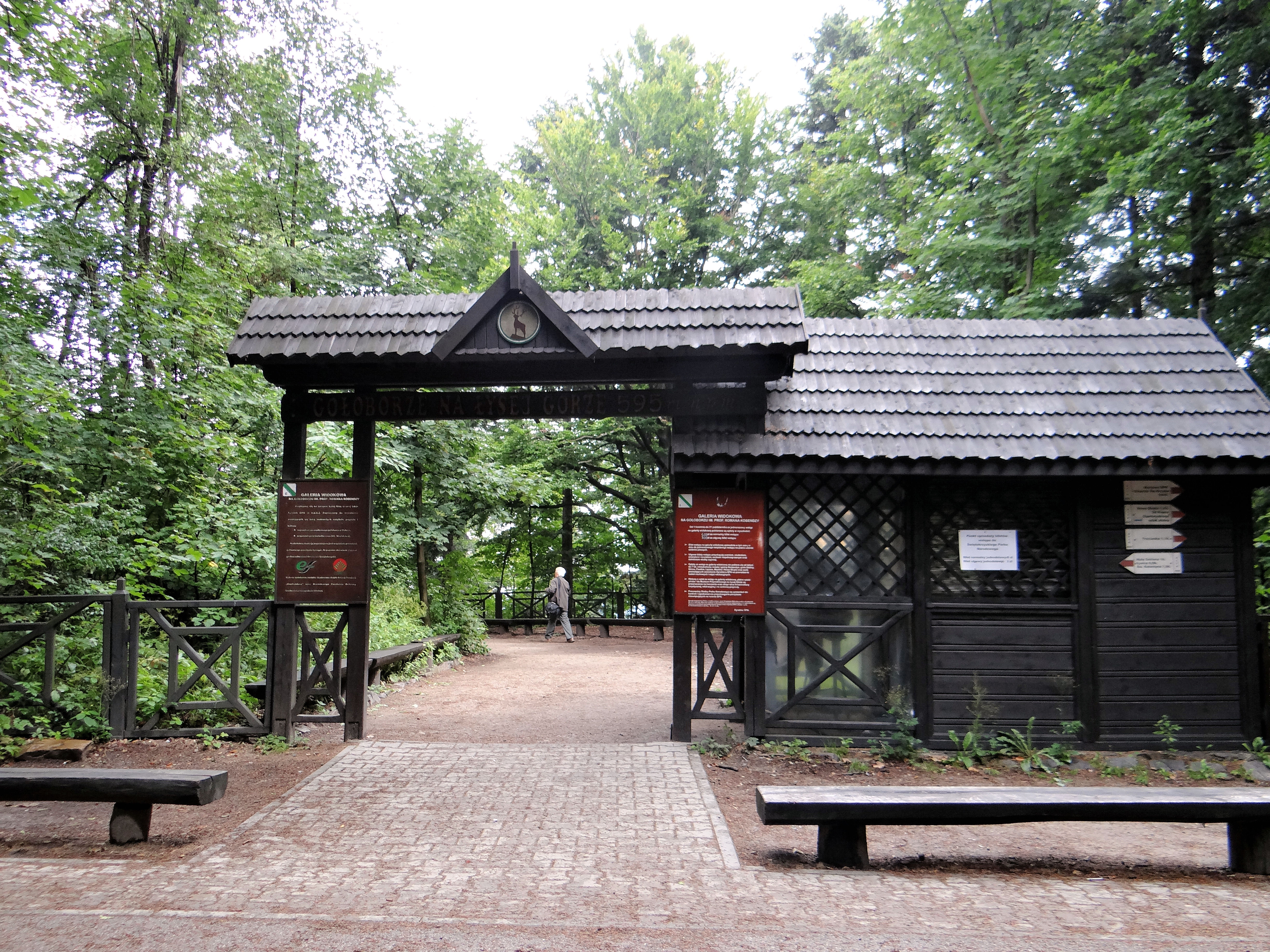
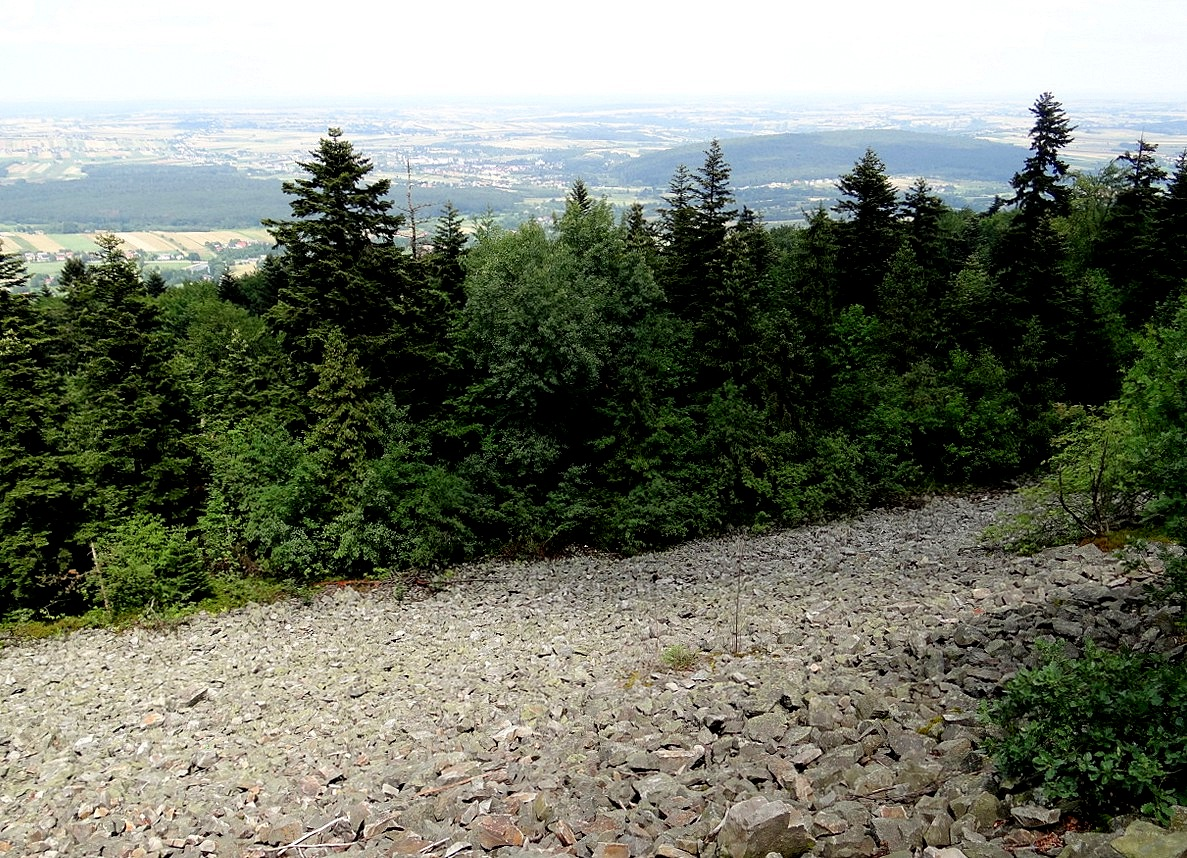

## Szlaki turystyczne
Szlaki turystyczne na obszarze Świętokrzyskiego Parku Narodowego:
- z Trzcianki przez Święty Krzyż, Przełęcz Hucką, Łysicę do Świętej Katarzyny[10]
- z Nowej Słupi na Święty Krzyż[10]
- z Bodzentyna do Świętej Katarzyny[10]
- w granicach parku: Zagórze (Pomarańczowy Stok)–Psary Podlesie[10]
- w granicach parku: Klonów–Bukowa Góra[10]
- przez enklawę ŚPN Góra Chełmowa[10]

Zobacz też: świętokrzyskie szlaki turystyczne

## Baza noclegowa
- Dom wypoczynkowy Jodłowy Dwór w Hucie Szklanej
- Dom Turysty w Świętej Katarzynie
- Schronisko młodzieżowe w Nowej Słupi
- Liczne kwatery prywatne
- Ośrodek Wypoczynkowy „Jodełka” w Świętej Katarzynie
- Pensjonat pod Kogutami w Bielinach[11]

## Zmiana granic Świętokrzyskiego Parku Narodowego w 2022 roku
10 grudnia 2021 roku Rada Ministrów wydała rozporządzenie podpisane przez premiera Mateusza Morawieckiego o usunięciu z granic Świętokrzyskiego Parku Narodowego enklawy o powierzchni 1,35 ha na Łyścu (obszar, na którym znajdują się m.in. część zabudowań Opactwa na Świętym Krzyżu, enklawa na wzgórzu Święty Krzyż obejmująca działki o numerach: 2039/1, 2039/2 i 2039/3) oraz o dodaniu do parku 62,5 ha śródpolnej leśnej enklawy pod Grzegorzowicami. Krytyczne oceny wobec tego wyłączenia wyraziły: Komitet Biologii Środowiskowej i Instytut Ochrony Przyrody Polskiej Akademii Nauk, Rada Naukowa Świętokrzyskiego Parku Narodowego, Państwowa Rada Ochrony Przyrody, a w ramach procedowania sejmowa komisja prawnicza.
Decyzję premiera w obszernym raporcie z września 2022 r. skrytykowała Najwyższa Izba Kontroli. NIK wystąpiła dodatkowo do premiera o przywrócenie spornych działek do terenów ŚPN.
Latem 2022 r. o preferencyjny, bezprzetargowy wykup działek, na wyłączność i z 99% bonifikatą, wystąpiło Zgromadzenie Misjonarzy Oblatów Maryi Niepokalanej. W trakcie ponownej wyceny, wartość działek zmniejszono z ok. 5,5 mln zł na ok. 3,2 mln co przy zastosowaniu 99% bonifikaty daje symboliczną kwotę ok. 32 tys. zł. Ostatecznie podpisano umowę dzierżawy terenu przez zakon na 50 lat - przewiduje ona roczną opłatę w wysokości ok. 73 tys. zł netto, z możliwością rewaloryzacji. 
W 2025 roku ponownie włączono teren opactwa do obszaru parku. 
Zakonowi Oblatów szansę na bezprzetargowe przejęcie działek zakłócił analogiczny wniosek złożony do starostwa kieleckiego przez Rodzimy Kościół Polski, związek nawiązujący do przedchrześcijańskiej wiary Słowian. Prowadził on w porozumieniu ze Stowarzyszeniem Społeczno – Przyrodniczym M.O.S.T. internetową zbiórkę pieniężną, w celu wykupienia spornych działek (do czasu jej zakończenie zebrano 14 638 zł).